# Фредерік-Анрі Вальтер
Фредерік Анрі Вальтер на прізвисько Мічений (через шрамів від поранень; 1761-1813) - французький військовий діяч, дивізійний генерал (27 серпня 1803 року) граф Вальтер і Імперії (декрет від 19 березня 1808 року патент підтверджений 26 квітня 1808 року ), учасник революційних і наполеонівських воєн.

## Біографія
Народився в Ельзасі, на землях франко-німецького прикордоння (сучасний департамент Нижній Рейн). Син лютеранського пастора Оберхайма Жоржа Анрі Вальтера і його дружини, Марії Елізи Шатель з Монбельяра. Генерал Вальтер доводився двоюрідним братом біологам Фредеріку і Жоржу Кюв'є.
Вальтер почав службу в 1781 році рядовим гусарського полку Бершені, після революції - гусарський лейтенант (1792 рік). В ході Війни першої коаліції бився в Північній армії, відзначився при Неєрвіндене, де був поранений. Показав себе хорошим кавалерійським начальником, і був проведений в бригадні генерали.
В ході Війни другої коаліції Вальтер служив в арміях на різних театрах військових дій. Під керівництвом Массени, генерал боровся в тріумфальної для французів Битві при Цюріху, його кіннота переслідувала біжать російські частини. Перебуваючи на чолі своїх кавалеристів, був поранений в 1800 році при Гогенлиндене, борючись під керівництвом генерала Моро. У 1803 році отримав звання дивізійні генерали.
У Війні третьої коаліції генерал Вальтер особливо відзначився під Аустерліцем в 1805 році, на чолі драгунської дивізії. Віддана піхотному корпусу маршала Сульта, дивізія забезпечила прорив центру російсько-австрійських позицій, причому її командир був поранений, але повністю виконав свою бойову задачу. За цей успіх, Вальтер був підвищений до кавалери Великого Орла
1. 1 2  Find a Grave — 1996.
2. ↑  Bauer P. Deux siècles d'histoire au Père Lachaise — Versailles: 2006. — P. 781. — ISBN 978-2-914611-48-0
3. ↑  Catalog of the German National Library

ордена Почесного Легіону, і зведений в камергери імператора Наполеона.
Подальша кар'єра генерала пов'язана з кавалерією Імператорської Гвардії, яку Наполеон надзвичайно беріг, і якою беззмінно командував маршал Бессьєр.
В історію увійшло самопожертву гвардійської кінноти - Кінних Гренадер (під керівництвом Вальтера) і Кінних Єгерів (під керівництвом Дальмау; полк, чий мундир зазвичай носив імператор) на російські позиції при Ейлау в 1807 році, де вони кинулися на потужні батареї, щоб визволити розстріляний в упор корпус втратив хватку маршала Ожеро, і, ціною величезних втрат, виконали свій обов'язок, вивівши піхоту маршала з-під удару.
При Ваграмі гвардійська кіннота діяла невдало: Бессьєр був поранений і кавалеристи відійшли назад, ледь почавши атаку, залишивши піхотний корпус маршала Макдональда на самоті на самій важкій ділянці бою (який, тим не менш, був виграний). Справа закінчилася резонансної сваркою між Макдональдом з одного боку і Бессьєр і Вальтером з іншого.
При Бородіно в 1812 році, Бессьєр, по суті, відмовився вести свою кінноту в атаку, аргументувавши це тим, що втрата останнього резерву може мати фатальні наслідки. Згодом висловлювалася думка, що удар пішої і кінної гвардії на знекровлені (деякі дивізії скоротилися до вечора до полку, дивізія графа Воронцова навіть до батальйону) російські позиції звернув би російську армію в втеча, вирішивши результат кампанії і змінивши хід історії.
В результаті, однак, кіннота гвардії безславно втрачала людей і коней при відступі від Москви від голоду і без харчів.
У 1813 році полки були знову укомплектовані, і Вальтер водив їх в бій при Дрездені, Лейпцигу і Ганау. Помер від крайньої перевтоми і тифу по дорозі на лікування до Франції.
Ім'я генерала вибито на східній стіні паризької Тріумфальної Арки.

## Титули
Граф Вальтер і Імперії (фр. Comte Walther et de l'Empire; декрет від 19 березня 1808 року патент підтверджений 26 квітня 1808 року).